# گیر کارلستاد
گیر کارلستاد (انگلیسی: Geir Karlstad؛ زادهٔ ۷ ژوئیهٔ ۱۹۶۳) اسکیت‌باز سرعت اهل نروژ بود.